# Manuel Castro Ruiz
Pour les articles homonymes, voir Manuel Ruiz, Ruiz et Castro.
Manuel Castro Ruiz, né le 9 novembre 1918 à Morelia et mort le 18 novembre 2008, est un évêque catholique mexicain, archevêque de Yucatán.

## Biographie
Né le 9 novembre 1918 Mgr Castro Ruiz, mexicain, originaire d'une très ancienne et illustre famille aristocratique espagnole dont descendent 3 branches, une espagnole, une mexicaine et la dernière au Nicaragua.

### Formation
A commencé sa formation au Grand séminaire de Morelia, puis a poursuivi ses études à Rome, obtenant une licence de théologie à l'université pontificale.

### Principaux ministères
Mexicain, originaire d'une très illustre famille d'origine espagnole aristocratique, il fut ordonné
prêtre le 19 juin 1943 pour le diocèse de Morelia, il a exercé différents ministères paroissiaux.
Il est nommé Évêque auxiliaire de Yucatán par Paul VI le 21 juillet 1965 avec le titre d'évêque in partibus de Cincari (de). Il est consacré le 27 décembre de la même année.
Le 20 septembre 1968, il est nommé archevêque de Yucatán en remplacement de Mgr Fernando Ruiz y Solózarno décédé le 15 mai.